# Germaine Dulac
Germaine Dulac, de domo Charlotte Elizabeth Saisset Schneider (ur. 17 listopada 1882 w Amiens; zm. 20 lipca
1942 w Paryżu) – francuska reżyserka i scenarzystka filmowa, teoretyczka kina, pionierka awangardy w kinie, feministka i dziennikarka.

## Biografia
Pochodziła z dość zamożnej rodziny z Amiens. Po śmierci rodziców wyjechała do Paryża, gdzie pracowała jako dziennikarka pisząca dla feministycznych periodyków „La Française” oraz „La Fronde”. Kinem zainteresowała się ok. 1914 r., kiedy to wraz ze swoją przyjaciółką, aktorką Stasią Napierkowską zwiedziła włoską wytwórnię Film D'Arte Production House. Po powrocie do Francji, wraz ze swoim mężem Albertem Dulac i scenarzystką Irene Hillel-Erlanger, założyła własną wytwórnię – D. H. Films.
Jej najbardziej znanymi filmami są Uśmiechnięta pani Beudet oraz Muszelka i pastor.
W latach 30. XX wieku zaczęła pracować w firmie Gaumont przy produkcji kroniki filmowej. W 1935 r. Zmontowała materiały z kroniki w film La Cinéma au service de l'histoire.

## Wybrana filmografia

### Reżyseria
- 1915: Les Sœurs ennemies
- 1920: La Fête espagnole
- 1922: Uśmiechnięta pani Beudet (La Souriante Madame Beudet)
- 1927: L'Invitation au voyage
- 1928: Muszelka i pastor (La coquille et le clergyman)
- 1929: Étude cinégraphique sur une arabesque
- 1934: Je n'ai plus rien

### Scenariusz
- 1924: Âme d'artiste
- 1927: L'Invitation au voyage
- 1927: Antoinette Sabrier